# Bisdom Kitale
Het bisdom Kitale (Latijn: Dioecesis Kitalensis) is een rooms-katholiek bisdom met als zetel Kitale, in Kenia. Het bisdom is suffragaan aan het aartsbisdom Kisumu. 

## Geschiedenis
Het bisdom werd opgericht op 3 april 1998, uit delen van het bisdom Eldoret.

## Parochies
Het bisdom had in 2021 een oppervlakte van 11.737 km2 en telde 1.550.130 inwoners waarvan 17,9% rooms-katholiek was.

## Bisschoppen
- Maurice Anthony Crowley (3 april 1998 - 4 november 2022)
- Henry Juma Odonya (4 november 2022 - heden)